# Neve Jones
Pour les articles homonymes, voir Jones.
Pas d'image ? Cliquez ici

a Compétitions nationales et continentales officielles uniquement.

b Matchs officiels uniquement.
Dernière mise à jour le 29 mars 2024.
Neve Jones, née le 26 décembre 1998 à Ballymena (Irlande du Nord), est une joueuse internationale irlandaise de rugby à XV. Elle est talonneur et joue en Angleterre avec le club de Gloucester-Hartpury.

## Biographie
Née le 26 décembre 1989 à Ballymena en Irlande du Nord, Neve Jones débute le rugby à XV à l'âge de six ans à l'école de rugby du club de Ballymena RFC. À son entrée au collège, sa mère lui interdit de pratiquer le rugby avec les garçons. Elle ne peut reprendre qu'à quatorze ans, dans les rangs du Malone RFC, club de Belfast à plus d'une heure de route, mais qui dispose d'une section féminine.
Ses performances en championnat lui valent une première sélection avec l'Irlande en 2020. Et tandis qu'elle se lance dans le football gaélique, elle devient internationale contre l'Italie à Dublin (victoire 21-7). 
Fin 2021, elle signe en Angleterre, au club de Gloucester-Hartpury.
En 2023, et alors qu'elle vient d'être nommée joueuse irlandaise de l'année, elle remporte le titre national avec son club.
En 2023-2024, Neve Jones est sélectionnée pour participer à la première édition du WXV, organisée en Afrique du Sud et remportée par les Irlandaises. Elle dispute également les cinq rencontre du Six nations. De retour en club, elle remporte à nouveau le titre en Premiership.
En septembre 2024, elle est sélectionnée pour le WXV, à Vancouver. Avec Gloucester-Hartpury, elle remporte la Premiership pour la troisième saison de suite.

## Palmarès

### En club et province
- Vainqueur du Championnat d'Angleterre en 2023, 2024 et 2025
- Vainqueur du Championnat inter-provinces irlandaises des moins de 18 ans en 2016[3].

### En équipe nationale
- Vainqueur du WXV 3 en 2023.

### Distinctions personnelles
- Élue meilleure espoir du Championnat d'Irlande en 2020[3].
- Élue Joueuse irlandaise de l'année en 2023.
- Membre de l'équipe type du Tournoi des Six Nations en 2024[15].